# 高速封包存取
高速分組接入（英語：High Speed Packet Access，缩写：HSPA），是W-CDMA第一個進化技術，HSPA可增加資料傳輸速率（1－3Mbps），可減少延遲。HSPA 由HSDPA、HSUPA組成，隨後還有HSPA+的推出。HSPA+在3GPP release 7中定義。
HSDPA在W-CDMA下行鏈路中提供封分組數據業務，在一個5MHz載波上的傳輸速率可達14.4Mbit/s（如採用MIMO技術，則可達28.8 Mbit/s）。
高速上行分組接入（High Speed Uplink Packet Access的縮寫HSUPA）是一種因 W-CDMA上傳速度不足（只有384Kbit/s）而開發的，亦稱為3.75G，可在一個5MHz載波上的下行傳輸速率可達14.4Mbit/s（如採用MIMO技術，則可達28.8Mbit/s），上行傳輸速率可達5.76Mbit/s。

## 香港營運商情況
在香港，目前五間提供3G服務的網絡供應商和二間提供4G LTE服務的網絡供應商，均已提供HSPA+ / 4G LTE服務
- 數碼通電訊集團有限公司

是全世界第一個把3.6Mbps HSDPA 作商用的網絡供應商 ，2007年將傳送速度提升至14.4Mbps ，2009年11月再將傳送速度提升至21Mbps ，2010年4月 ( 利用 Dual Carrier 技術 ) 提升至28.8Mbps ，在 The new iPad 推出時 ，把現有iPad數據計畫的最高下載傳送速度堤升至 DC-HSPA+42Mbps ，將於2012年第四季推出4G LTE服務
- 電訊盈科流動通訊

於2007年8月提供3.6Mbps HSDPA服務 ，2009年8月將傳送速度提升至14.4Mbps ，2009年12月提升至21Mbps ，2011年4月再提升至 DC-HSPA+42Mbps ，2012年2月宣佈用MIMO技術提升現有DC-HSPA+的速度至84Mbps ，並宣佈與和記電訊國際有限公司合營4G LTE服務 ，將於2012年第二季推出4G LTE服務
- 3 (電訊)

於2006年9月提供3.6Mbps HSDPA服務 ，2008年將傳送速度提升至7.2Mbps ，2010年提升至21Mbps ，2011年4月再將傳送速度提升至 DC-HSPA+42Mbps ，並宣佈與電訊盈科有限公司合營4G LTE服務 ，將於2012年第二季推出4G LTE服務
- 香港流動通訊有限公司

於2009年3月提供當時全球最快的HSPA+服務 ，傳送速度高達21Mbps ，2011年5月客戶可以升級4G LTE試用計畫 ，2011年8月正式宣佈推出 4G LTE / DC-HSPA+ ( 下載傳送速度100Mbps ，上載傳送速度50Mbps ，與此同時如沒有 4G LTE 信號會自動轉用DC-HSPA+ )
- 中國移動香港有限公司

於2011年12月租用香港流動通訊有限公司的3G服務 ，開始提供7.2Mbps的無線接達服務 ，於2012年4月25日推出4G LTE服務 ，下載傳送速度100Mbps ，上載傳送速度35Mbps ，中國移動香港4G LTE服務計劃內的數據用量更可中港互通 ，在中國境內無須繳付任何4G LTE漫游造成的額外費用

## 外部連結
- Official HSPA website
- Nomor Research: White Paper "Technology of High Speed Packet Access" （页面存档备份，存于）
- 3.5G driving rapid mobile broadband growth[].